# Boni Gnahoré
Boni Gnahoré est un artiste percussionniste et chanteur ivoirien. Tout comme Werewere Liking, il est l'un des cofondateurs du Ki-Yi Mbock, un centre de formation et de résidence artistique situé à Abidjan. Boni Gnahoré est également le père de la chanteuse Dobet Gnahoré, qui avec Paco Séry est l’une des deux premiers ivoiriens à remporter un Grammy Awards ,de Black K du Groupe de rap Kiff No Beat et de lil’black rappeur indépendant.

## Biographie
Entre 1980 et 2000, en tant que percussionniste, chanteur et acteur il exerce dans toutes les principales pièces du village Ki-Yi Mbock et y devient en 1989 maître-tambour. Son style combine plusieurs rythmes africains tels que le Ziglibithy des « Bétés », la musique mandingue, la rumba congolaise à des genres occidentaux comme le jazz, le funk et la pop.

## Discographie
- 2013: Kumbele Kumbele
- 2004: Africa non stop[5]
- 2003: Ivory Coast[6]
- 2004: Pedou[7]
- 1992: Un Touareg s’est marié à une Pygmée[8]